# Oligodon fasciolatus
Espèce
Synonymes
- Simotes fasciolatus Günther, 1864
- Simotes smithi Werner, 1925
- Oligodon cyclurus smithi (Werner, 1925)
- Oligodon cyclurus superfluens Taylor, 1965

Statut de conservation UICN

 LC  : Préoccupation mineure
Oligodon fasciolatus est une espèce de serpent de la famille des Colubridae.
Si elle est dérangée, cette couleuvre peut être agressive et mordre profondément jusqu'au sang les êtres humains : cette morsure n'est pas dangereuse mais elle nécessite souvent quelques points de suture.
Il ne faut pas confondre la très dangereuse vipère de Russell avec ce serpent.

## Habitat et répartition
Ce serpent vit dans les plaines et les collines boisées jusqu'à 700 m d'altitude et aussi parfois dans les villages et les zones agricoles.
Cette espèce se rencontre :
- dans le sud-est de la Birmanie ;
- au Cambodge ;
- au Laos ;
- en Thaïlande ;
- au Viêt Nam.

## Description

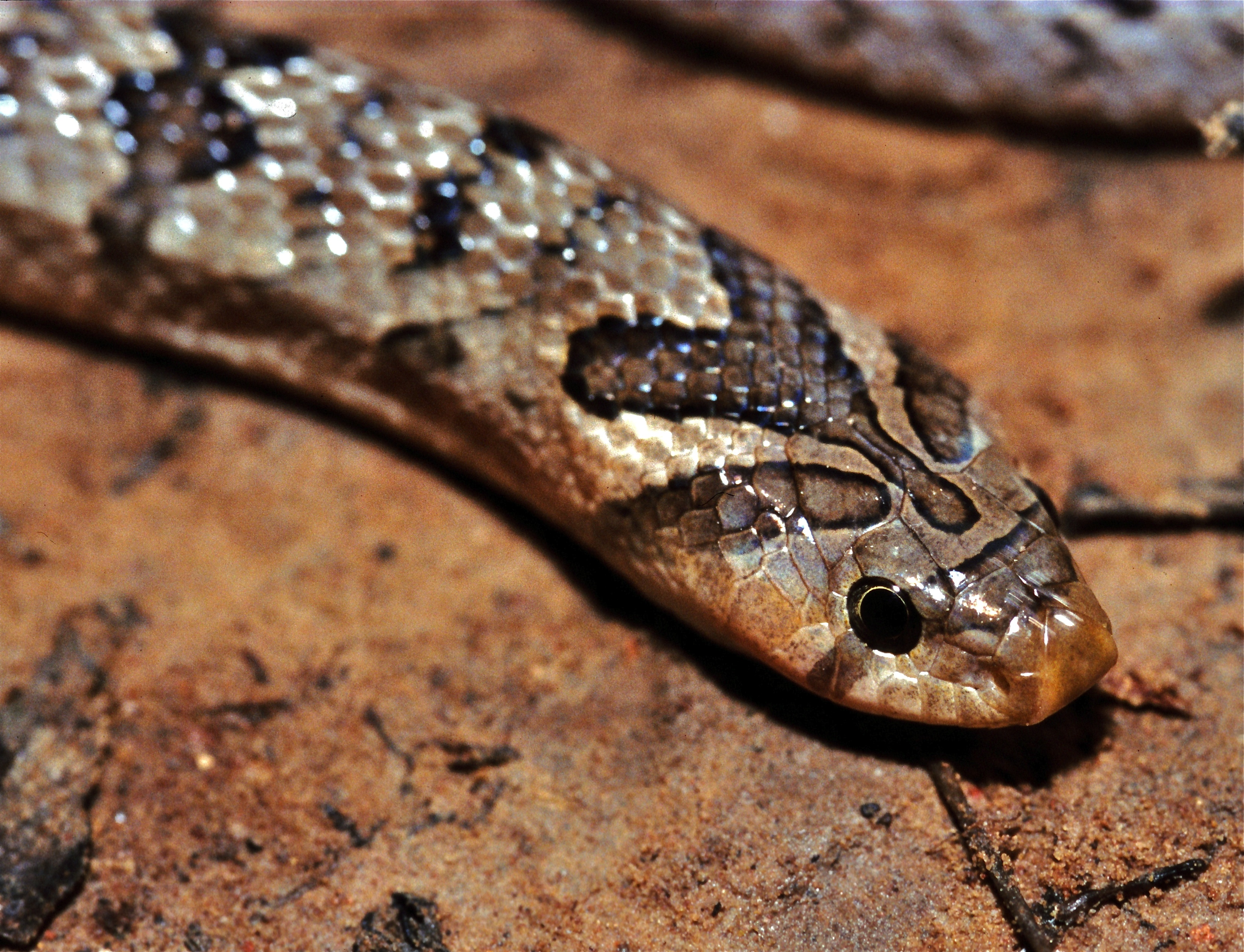
Tête d'Oligodon fasciolatus photographiée dans le parc national de Khao Yai, Thaïlande

Ce serpent peut mesurer 1 m voire 1,15 m.

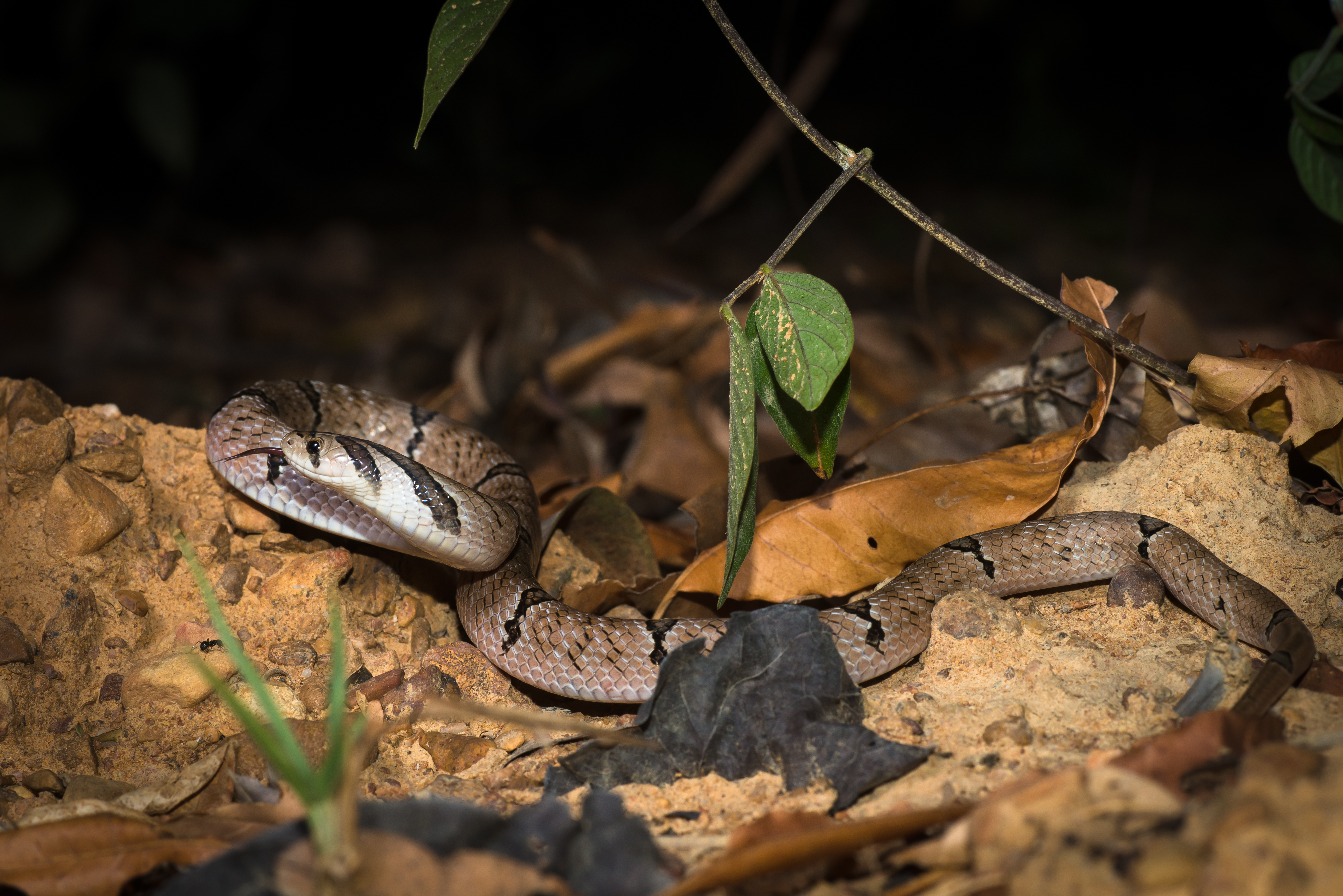
Oligodon fasciolatus, parc national de Kaeng Krachan, Thaïlande

Il est ovipare.

## Taxinomie
Pour l'UICN cette espèce est un synonyme de Oligodon cyclurus. Toutefois pour Reptile DataBase ces deux espèces se différencient notamment par le nombre de lignes d'écailles à la moitié du corps, variant de 21 à 23 pour Oligodon fasciolatus et seulement de 19 pour Oligodon cyclurus. Par ailleurs leur distribution est différente, Oligodon cyclurus étant présente en Inde, au Bangladesh et en Birmanie.

## Publications originales
- Günther, 1864 : The reptiles of British India, London, Taylor & Francis, p. 1-452 (texte intégral).
- Taylor, 1965 : The serpents of Thailand and adjacent waters. University of Kansas Science Bulletin, vol. 45, no 9, p. 609-1096 (texte intégral).